# 田中大祐
田中 大祐（たなか だいすけ、1976年 - ）は、放送作家・脚本家・演出家。東京都出身。立教大学経済学部卒業。劇団気晴らしBOYZ主宰。

## テレビ
- おノロケ
- アカデミーナイト
- 前説王
- 俳優の集まるレストラン
- 爆笑問題×さまぁ〜ず ザ・クレイジートーク
- グルメミステリー芸能人Ｘの食卓
- 爆笑問題のドッキリ パニックフェイス王
- 出張！徹子の部屋ゴールデンＳＰ
- ココリコミリオン家族
- サカスさん
- 裸の少年
- アグレッシブですけど、何か?
- やじうまプラス
- 感じるジャッカル
- 笑う犬の情熱
- 笑う犬の太陽
- 力の限りゴーゴゴー
- ザ・ジャッジ!
- 笑いの金メダル
- ミライ（元・平成日本のよふけ）
- ラグ&ピース
- 笑っていいとも!
- 豪腕!コーチング!!
- ぷれミーヤ!
- やるヌキっ！
- 元祖でぶや
- ウギブギ
- 歴史のもしも
- 女神のパワーソング
- 今夜は芸人が超本気!最強デュエット歌合戦
- 花説法～カリスマ尼と悩める女性たち～
- 世界で密かにメジャー級!SUGOI日本人
- ダイナミック通販
- しあわせ家族計画2007
- ダウト家族を探せ！
- バック・トゥ・ザ・フーズ

など

## ラジオ
- 4ROOMS （TOKYO FM）

## 舞台
- OUT OF ORDDER 笑うな（2004年　青山劇場）　脚本
- 中丸君の楽しい時間 （2008年　東京グローブ座）　構成協力
- Ifor…　（2009年　東京グローブ座）　構成協力
- Ifor…II　F~M　（2010年　東京グローブ座）　構成協力
- Ifor…III　（2011年　東京グローブ座）　構成協力
- オムニー (1/2/3)　　劇団Ｋ助Presents 　(2010～2011　野方区民ホール)　 脚本・演出参加
- 草葉の陰でネタを書く。　劇団アグレッシブ企画  (2012年1月　広島・京都・東京)　脚本
- 龍馬がいっぱい　劇団ゼロマンション　(2012年7月　笹塚ファクトリー)　※再演
- 関ジャニ∞「∞祭」　(2012年8月　幕張メッセ/インテックス大阪)　トークステージ構成演出
- 舞台 ハイスクール!奇面組　(2017年6月1日〜4日）　脚本

気晴らしBOYZ全作品脚本演出
- 『龍馬がいっぱい』（2011年　ウッディシアター中目黒）
- 『ろくでなしコーラス』（2011年　ウッディシアター中目黒）
- 『MILLION DOLLAR ED』（2012年　ウッディシアター中目黒）
- 『SECURITY　BOYZ!!!!! -俺たちスーパー警備員-』（2013年　サンモールスタジオ）
- 『草場の陰でネタを書く。』（2014年5月　ウッディシアター中目黒）
- 『思春期中年39号』（2014年11月　中野ザ・ポケット）

## 映画
- 体脂肪計タニタの社員食堂（2013年 脚本）

## 書籍
- 空気を読む力 急場を凌ぐコミュニケーションの極意（アスキー・メディアワークス） ISBN 978-4-7561-5137-7
- 小説 体脂肪計タニタの社員食堂（角川文庫） ISBN 978-4-04-100779-2-C0193

## 携帯サイト
- ドパミン！